# Michael A. Meyer

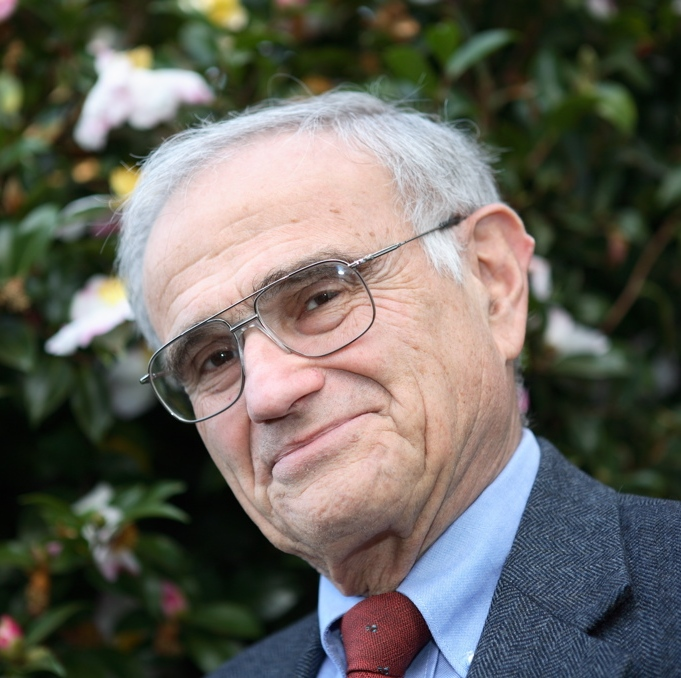
Michael Meyer (2007)

Michael Albert Meyer (geboren 15. November 1937 in Berlin) ist ein US-amerikanischer Historiker der neuzeitlichen jüdischen Geschichte.

## Leben
Michael A. Meyers Familie konnte noch 1941 auf Vermittlung der Reichszentrale für jüdische Auswanderung über Spanien in die USA emigrieren. Er wuchs in Los Angeles auf und studierte Geschichte an der University of California, Los Angeles. Am Hebrew Union College (HUC) in Cincinnati wurde er promoviert. Ab 1964 lehrte er in der Dependance des HUC in Los Angeles, 1967 wurde er Mitglied der Fakultät des Hebrew Union College – Jewish Institute of Religion (HUC-JIR) in Cincinnati. Dort erhielt er die Adolph S. Ochs-Professur für Jüdische Geschichte. Zwischen 2000 und 2008 nahm er daneben auch regelmäßig Lehraufträge an der Hebräischen Universität Jerusalem und in der Dependance des HUC in Jerusalem wahr.
Seine Arbeit hat er der Erforschung des Reformjudentums gewidmet. Meyer beteiligte sich an der Herausgabe der Schriften Leo Baecks und der autobiografischen Schriften von Joachim Prinz. Er gab am Leo-Baeck-Institut zwischen 1996 und 1998 unter Mitwirkung von Michael Brenner eine vierbändige Deutsch-Jüdische Geschichte heraus, dessen zweiter Band wesentlich von ihm geschrieben wurde.
Meyer war von 1991 bis 2013 Präsident des Leo Baeck Instituts.
Im Jahr 2000 war er als Forscher Gast im Aby Warburg Haus in Hamburg. Im Jahr 2001 erhielt er die Ehrendoktorwürde des Jewish Theological Seminary of America und 2008 wurde für ihn die Festschrift Mediating Modernity: Challenges and Trends in the Jewish Encounter with the Modern World aufgelegt. Seine Frau Margaret J. Meyer ist eine Rabbinerin des Reformjudentums.

## Schriften (Auswahl)
- Response to Modernity. A History of the Reform Movement in Judaism. New York: Oxford University Press, 1988. Deutsche Ausgabe: Antwort auf die Moderne. Geschichte der Reformbewegung im Judentum. Wien: Böhlau, 2000, ISBN 3-205-98363-7.
- Jewish Identity in the Modern World. Seattle: University of Washington Press, 1990.
- als Herausgeber mit Michael Brenner: Deutsch-Jüdische Geschichte in der Neuzeit. München: Beck, 1996–1997.
- Judaism within modernity. Essays on Jewish history and religion. Detroit: Wayne State University Press, 2001.
- Leo Baeck. Rabbiner in bedrängter Zeit. Aus dem Englischen von Rita Seuß. C. H. Beck, München 2021, ISBN 978-3-406-77378-5. Original: Rabbi Leo Baeck. Living a Religious Imperative in Troubled Times. Philadelphia 2020, ISBN 978-0-8122-5256-9.[3]